# Kusursuz 19
Kusursuz 19 (tr. für: „Ausgezeichnete 19“) ist das vierte Studioalbum der türkischen Sängerin Demet Akalın. Es erschien am 14. Juni 2006 unter dem Label Seyhan Müzik. Das Album enthält hauptsächlich Elemente von Pop und Dance. Neben Bülent Seyhan war erneut Ersay Üner an der Produktion beteiligt.
Das Album war ein großer Erfolg in der Türkei und erreichte Spitzenpositionen in den türkischen Albumcharts. Kusursuz 19 brachte Akalın den großen kommerziellen Durchbruch ihrer Karriere; es gehört mit ca. 147.000 verkauften Einheiten zu den meistverkauften Musikalben 2006 in der Türkei. Außerdem wurde das Album mit einer goldenen Schallplatte ausgezeichnet.
Fünf von den insgesamt neunzehn Liedern erschienen als Singleauskopplungen. Die erste Single Afedersin erschien am 19. Juni 2006 und erreichte Latz 1 in den türkischen Top-20-Charts sowie Platz 69 in den europäischen Charts. Das Lied Herkes Hak Ettiği Gibi Yaşıyor wurde am 10. August 2006 veröffentlicht und erreichte in den europäischen Airplay-Charts Platz 86.

## Singles
Afedersin
Die Lead-Single Afedersin (tr. für: „Verzeihung“) wurde am 19. Juni 2006 in der Türkei veröffentlicht. In den türkischen Top-20-Charts erreichte das Lied den ersten Platz und für fünf Wochen Platz 69 in den Euro-Airplay-Charts. Nach der Veröffentlichung wurde Afedersin insbesondere in der Türkei ein großer Erfolg und erhielt zahlreiche Auszeichnungen. 
Das Musikvideo erschien am 19. Juni 2006. Regie führte die türkische Regisseurin Lara Sayılgan.
Herkes Hak Ettiği Gibi Yaşıyor
Herkes Hak Ettiği Gibi Yaşıyor (tr. für: „Jeder lebt, wie er es verdient“) erschien am 10. August 2006 und erreichte Platz 86 in den Euro-Airplay-Charts. Geschrieben und produziert wurde es von Ersay Üner; das Musikvideo wurde von Tamer Aydoğdu inszeniert und am gleichen Tag veröffentlicht. 
Auf dem Album erschien zusätzlich eine zweite Version des Liedes.
Mantık Evliliği
Mit Mantık Evliliği (tr. für „Sinnvolle Ehe“) erschien die dritte Singleauskopplung des Albums. Der Song und das Musikvideo wurden am 8. November 2006 herausgebracht. Der Produzent und Songschreiber Soner Sarıkabadayı schrieb die Liedtexte und komponierte die Musik.
Alçak
Der Song Alaçak (tr. für: „niedrig“) wurde am 17. Februar 2007 veröffentlicht. Es ist die vierte Singleauskopplung des Albums und wurde von Bülent Seyhan produziert. Die Liedtexte erarbeitete Erhan Bayrak.  
Seven Kızın Romanı
Seven Kızın Romanı (tr. für: „Die Geschichte eines liebenden Mädchens“) ist die fünfte und letzte Singleauskopplung. Der Song erschien am 11. April 2007 und hat eine Länge von vier Minuten und 56 Sekunden. Produziert wurde das Lied von Bülent Seyhan; der Produzent Emirkan komponierte die Musik.

## Titelliste
| #   | Titel                                       | Songschreiber            | Produzent          | Länge |
| --- | ------------------------------------------- | ------------------------ | ------------------ | ----- |
| 1.  | Afedersin                                   | Ersay Üner               | Ersay Üner         | 3:55  |
| 2.  | Alçak                                       | Ersay Üner               | Ersay Üner         | 5:00  |
| 3.  | Herkes Hak Ettiği Gibi Yaşıyor              | Ersay Üner               | Ersay Üner         | 4:21  |
| 4.  | İhanet                                      | Aslızen                  | Aslızen            | 5:09  |
| 5.  | Helal Olsun                                 | Ersay Üner               | Ersay Üner         | 4:22  |
| 6.  | İyi Dinle                                   | Demet Akalın, Ersay Üner | Ersay Üner         | 5:06  |
| 7.  | Mantık Evliliği                             | Soner Sarıkabadayı       | Soner Sarıkabadayı | 4:13  |
| 8.  | Esmer Yarim                                 | Emirkan                  | Emirkan            | 5:59  |
| 9.  | Of                                          | Ersay Üner               | Ersay Üner         | 4:03  |
| 10. | Seven Kızın Romanı                          | Hakkı Yalçın             | Emirkan            | 4:56  |
| 11. | Kader                                       | Aslızen                  | Aslızen            | 4:37  |
| 12. | Anlatamadın Mı?                             | Ersay Üner               | Ersay Üner         | 5:11  |
| 13. | Sana Değer                                  | Yıldız Tilbe             | Bülent Özdemir     | 4:42  |
| 14. | Yanılmışım                                  | Ersay Üner               | Ersay Üner         | 3:17  |
| 15. | Oldu Mu?                                    | Ersay Üner               | Ersay Üner         | 3:01  |
| 16. | Solundan Mı Kalktın?                        | Aslızen                  | Aslızen            | 3:07  |
| 17. | Yanılmışım (Dance Version)                  | Ersay Üner               | Ersay Üner         | 4:48  |
| 18. | Herkes Hak Ettiği Gibi Yaşıyor (2. Version) | Ersay Üner               | Ersay Üner         | 4:18  |
| 19. | Of (Club Remix)                             | Ersay Üner               | Ersay Üner         | 5:37  |

## Chartplatzierungen

### Singles
| Jahr | Titel                          | Höchstplatzierung, Gesamtwochen, AuszeichnungChartsChartplatzierungen (Jahr, Titel, Platzierungen, Wochen, Auszeichnungen, Anmerkungen) | Anmerkungen                           |
| Jahr | Titel                          | TR | Anmerkungen                           |
| ---- | ------------------------------ | --- | ------------------------------------- |
| 2006 | Afedersin                      | TR1 (7 Wo.)TR | Erstveröffentlichung: 19. Juni 2006   |
| 2006 | Herkes Hak Ettiği Gibi Yaşıyor | — | Erstveröffentlichung: 10. August 2006 |

## Verkaufszahlen
Kusursuz 19 wurde für 100.000 verkaufte Einheiten mit einer goldenen Schallplatte ausgezeichnet. Insgesamt verkaufte es sich 147.000-mal.

| Land/Region     | Auszeichnungen für Musikverkäufe (Land/Region, Auszeichnung, Verkäufe) | Verkäufe |
| --------------- | ---------------------------------------------------------------------- | -------- |
| Türkei (Mü-YAP) | Gold                                                                   | 147.000  |

## Mitwirkende
Folgende Personen trugen zur Entstehung des Albums Kusursuz 19 bei.

### Musik
| - Gesang: Demet Akalın - Backgroundgesang: Ayla Çelik, Belma Şahin, Cihan Okan, Ersay Üner, Murat Aziret, Sibel Gürsoy, Yeşim Vatan - Gitarre: Erdem Sökmen, Serkan Ölçer - Bass: Birkan Şener, Mert Ali İçeli, İsmail Soyberk - Fretless Bass: Ayhan Günyıl, İsmail Soyberk | - Oud, Cümbüş, Bağlama & Bouzouki: Ali Yılmaz - Flöte: Serdar Barçın - Saxophon: Selçuk Suna, Serdar Barçın - Trompete: Hüsnü Şenlendirici, Mehmet Çelik |

### Produktion
- Ausführende Produzenten: Bülent Seyhan, Ersay Üner, Demet Akalın,
- Produktion: Bülent Seyhan, Ersay Üner, Demet Akalın
- Mastering: Ulaş Ağce
- Engineering: Arzu Arısoy, Serdar Ağırlı, Serkan Kula, DJ Özhan Özal

### Visuelles
- Artwork, Fotografien: Emre Ünal
- Make-Up: Audisho Audisho
- Design: Audisho Audisho
- Regie: Lara Sayılgan, Tamer Aydoğdu